# Lijst van burgemeesters van Wilsum
Dit is een lijst van burgemeesters van de voormalige Nederlandse gemeente Wilsum in de provincie Overijssel totdat deze gemeente samen met de gemeenten Grafhorst, Kamperveen en Zalk en Veecaten per 1 januari 1937 werd toegevoegd aan de gemeente IJsselmuiden.

## burgemeester van de stad Wilsum
| Ambtsperiode    | Naam burgemeester   | Partij of stroming | Bijzonderheden |
| --------------- | ------------------- | ------------------ | -------------- |
| 1509            | Hessel Johansz      |                    |                |
| 1509            | Herman Koensz       |                    |                |
| 1611            | Willem Derickss     |                    |                |
| 1611            | Warner Henricksz    |                    |                |
| ca. 1763 ~ 1770 | Teunis Derk Bosch   |                    |                |
| 1765 ~ 1793     | Willem Herms (Boer) |                    |                |
| ca. 1766 ~ 1780 | Willem Swiers       |                    |                |
| 1768 ~ 1793     | Gerrit Arents       |                    |                |
| 1785 ~ 1793     | Evert Aarts Kloek   |                    |                |
| 1787 ~ 1793     | Evert Stolte        |                    |                |

## burgemeester van de gemeente Wilsum
| Periode     | Naam burgemeester                               | Partij of stroming | Bijzonderheden |
| ----------- | ----------------------------------------------- | ------------------ | --- |
| 1811 - 1833 | Peter Hendrik van Lier                          |                    | aanvankelijk maire |
| 1835 - 1843 | jhr.mr. Henri Assuerus Wttewaall van Stoetwegen |                    | tot 1838 tevens burgemeester van Kamperveen, daarna tevens burgemeester van Grafhorst en IJsselmuiden; werd burgemeester van Kampen |
| 1843 - 1880 | Christianus Hendrikus Adolf Engelenberg         |                    | tevens burgemeester van Grafhorst en IJsselmuiden                                                                                   |
| 1880 - 1889 | Christiaan Hendrik Adolf Arend Engelenberg      |                    | tevens burgemeester van Grafhorst en IJsselmuiden                                                                                   |
| 1889 - 1897 | Herman Post Greve                               |                    | tevens burgemeester van Grafhorst en IJsselmuiden                                                                                   |
| 1897 - 1914 | Herman Visscher                                 |                    | tevens burgemeester van Grafhorst en IJsselmuiden                                                                                   |
| 1914 - 1935 | Willem Meijer                                   |                    | tevens burgemeester van Grafhorst en IJsselmuiden                                                                                   |
| 1935 - 1937 | mr. Egbert Jan Diepeveen                        |                    | waarnemend burgemeester, tevens van Grafhorst en IJsselmuiden                                                                       |